# Théâtre Eldorado (París)
El Théâtre Eldorado va ser un teatre edificat en 6 mesos per l'arquitecte Charles Duval i ubicat a la plaça del domador Pellier. Inaugurat el 30 de desembre de 1858, en el número 4 del bulevard d'Estrasburg, dins del 10é districte de París.
La sala, de gran luxe, coneixerà una primera devallada abans de ser transformada en cafè concert per Lorge, el seu nou director. Eldorado es convertirà en el cafè-concert més cèlebre de París al llarg de més de 60 anys. Hom imposa la obligarietat de les consumicions. Thérèsa, que posteriorment esdevindrà la primera gran vedet del cafè-concert, hi fa els seus debuts el 1862. Igual que Antoine Renard, Paulus, Anna Judic, Yvette Guilbert i Polaire, aquesta última sota la direcció del seu espòs Allemand. Allemand afegirà una marquesina metàl·lica de doble cúpula a l'entrada del teatre el 1893. Posteriorment, la seva vídua i després el seu nebot, hi faran també treballs d'embelliment, transformant-lo en music-hall.
S'hi projecten films cinematogràfics des de 1896. Mistinguett hi fa els seus debuts i Dranem s'hi estarà 21 anys. Bach hi crea La Madelon el 1906 i els joves Maurice Chevalier i Raimu hi actuen. El 1920, les varietats són substituïdes per comèdies lleugeres.
La sala és destruïda i novament reconstruïda per l'arquitecte Pierre Dubreil el 1933. Ara es dedica al cinema amb capacitat per a 2.000 persones. L'any 1971 torna a oferir teatre i en concret opereta. El 1994 s'hi fan obres de reonvació. El 2000, el seu nou propietari, Maurice Molina ha de renunciar, per raons judicials, al seu mític nom i rebateja la sala amb el nom de Théâtre Comédie.
Des de 1981, l'entrada al teatre, la sala de cinema i les escultures han estat inscrites en el llistat de monuments històrics de la ciutat.
El nom d'Eldorado com a nom per a un teatre o un music-hall va obrir les portes a altres teatres que li van manllevar el nom. Aquests són els casos d'Eldorado de Barcelona i Eldorado de Madrid.

## Estrenes
- 1877, 20 gener. La Jeunesse de Béranger, de Firmin Bernicat
- 1877. Le Cornette, de Firmin Bernicat
- 1878, 25 gener. Le Moulin des amours, de Firmin Bernicat.
- 1878, 23 novembre. Une aventure de la Clairon, de Firmin Bernicat
- 1878, 17 desembre. L'Agence Raburdin, de Firmin Bernicat
- 1878. On demande un arlequin, de Firmin Bernicat
- 1878. Le Triomphe d'Arlequin, de Firmin Bernicat
- 1880. Le Petit jeune homme, de Firmin Bernicat
- 1882, 20 juny. Les Premières armes de Parny de Firmin Bernicat